# 韦德囊小光壳炱
韦德囊小光壳炱（学名：Asteridiella werdermannii）是属于小煤炱目小煤炱科小光壳炱属的一种真菌，寄生在木莲属植物上。该种分布于中国、巴西、智利。